# Enrico Bombieri
Enrico Bombieri (n. 26 noiembrie 1940, Milano, Regatul Italiei) este un matematician italian, membru permanent (emerit) al Institutului de Studii Avansate din Princeton, laureat al Medaliei Fields (1974).

## Biografie
Enrico Bombieri a manifestat un talent precoce pentru matematică: la vârsta de 13 ani studia un manual de teoria numerelor, la 17 ani a publicat primul său articol științific. La 22 de ani a obținut licența în matematică la Università degli Studi di Milano, apoi și-a continuat studiile la Trinity College, Cambridge.
A fost asistent și apoi profesor la Universitatea din Cagliari (1963–1966), profesor la Universitatea din Pisa (1966–1974), profesor la Scuola Normale Superiore din Pisa (1974–1977). A devenit membru permanent la Institute for Advanced Study din Princeton (1977), unde și-a desfășurat activitatea de profesor la School of Mathematics până la emeritare (2011).

## Opera matematică
Enrico Bombieri este cunoscut mai ales pentru lucrările privitoare la metoda „ciurului asimptotic” (asymptotic sieve), cu aplicații la distribuția numerelor prime, care i-au adus medalia Field. Interesele sale includ, pe lângă teoria analitică a numerelor, geometria algebrică și teoria ecuațiilor cu derivate parțiale pe suprafețe minime. Cercetările sale în domeniul aproximației diofantice și geometriei diofantice privesc rezolvarea ecuațiilor și inecuațiilor în numere întregi și raționale. Unele dintre aceste probleme, în particular cele referitoare la numerele prime, pot avea aplicații practice la criptografie și securizarea transmiterii și identificării datelor.

## Distincții
- Premiul Caccioppoli (1966), Medalia Fields (1974), Premiul Feltrinelli (1976), Premiul Balzan (1980), Premiul Pitagora (2006), Premiul Joseph L. Doob (2008), Premiul King Faisal International Prize (2010).

- Academia Franceză de Științe (Franța), National Academy of Sciences (SUA), Accademia Nazionale dei Lincei (Italia), Accademia Nazionale dei XL (Italia), American Academy of Arts and Sciences (SUA), Academia Europaea (Europa).

- Cavaliere di Gran Croce Ordine al Merito della Repubblica Italiana (2002).